# ふるさとめぐり 日本の昔ばなし
『ふるさとめぐり 日本の昔ばなし』（ふるさとめぐり にっぽんのむかしばなし）は、2017年4月2日から2018年3月25日までテレビ東京系列で放送されたテレビアニメ。
2017年3月まで放送されていた『ふるさと再生 日本の昔ばなし』（以下、「前作」と表記）同様、ヘーベルハウス（旭化成ホームズ）単独提供の「ヘーベルハウス劇場」枠として放送される。

## 概要
前作同様、日本各地の地域に基づく民話や神話、伝説、落語などのお話を子供から大人まで広く楽しめるお話としてアニメ化。1話毎にアニメ作家が担当するスタイルになっている。キャストは前作より柄本明と松金よね子のみで続投しており、両名が各話ごとにナレーターや老若男女等様々な配役を担当する。

### 前作との相違
- 前作では、ヘーベルハウスのキャラクターであるラム一家の羊をはじめとした、十二支の動物のキャラクターが中心であった。これらの干支動物のキャラも続投するが、新たなマスコットキャラクターとして、天狗の子供である「てんすけ」（声：山田キヌヲ）が新たに加わっている。
  - そのため、OP・EDのアニメーションがてんすけが加わったバージョンに代わっている。一方でヘーベルハウスのCMには、引き続き干支動物キャラのみで、てんすけは登場していない。
- 前作では1回につき3本立てであったが、本作では2本立てに減少している。そのため、1本のストーリーの尺が若干長くなった。
- 2本のうち、前半の1本目は従来どおりの民話などを放送する。一方後半の2本目は、ある特定地域（都道府県単位）の歴史や名物に関する内容をとりあげていて、民話を取り上げることは少ない。また、その話を受ける形で、てんすけが舞台となった都道府県の名所や特産品などをプレゼンテーションする「てんすけのふるさとめぐり」というコーナーが新設された。
  - 後半では、その地域を代表する偉人をとりあげた伝記、代表的な祭りに関する起源、名物・名所に関する起源などをとりあげている。
    - 伝記：浮田幸吉（岡山県、2017年4月2日（初回）放送）、伊能忠敬（千葉県、2017年4月16日放送）など
    - 祭りの起源：三社祭（東京都、2017年4月30日放送）、マダラ鬼神祭（茨城県、2017年5月14日放送）など
    - 名物の起源：マリモ（北海道、2017年4月23日放送）、辛子蓮根（熊本県、2017年5月21日放送）など

  - 「てんすけのふるさとめぐり」で紹介する名所等はとりあげた都道府県単位となっていて、とりあげた話の舞台となった地域以外でもその都道府県内なら紹介される（例：前述の「伊能忠敬」では、舞台となった香取市（旧：佐原市）以外の千葉県の名所（東京湾アクアラインなど）が紹介されている）。
  - 3月11日の放送回より、2周目に突入し、ふるさとめぐりコーナーも1周目では取り上げていない名所を紹介したが、2周目は僅か3県のみに留まる。

## 声の出演
物語本編（両名とも前作より続投）
- 柄本明
- 松金よね子

てんすけのふるさとめぐり
- 山田キヌヲ - てんすけの声

## スタッフ
- 監督・音響監督 - 沼田心之介
- 企画 - 沼田かずみ
- 統括 - 杉井ギサブロー
- 音楽制作 - ピーターパン・クリエイション
- 音楽監督→音楽 - 前田保
- 編集 - 田村ゆり
- プロデューサー - 吉野文、吉岡勇治→高橋徹、藤田健
- アソシエイトプロデューサー - 片山頼→小川諒、田中毅→金澤正毅
- アニメーション制作 - トマソン
- 製作・著作 - テレビ東京、博報堂、トマソン

## 主題歌
前作の主題歌を引き続き使用。ただし、映像は変更。
オープニングテーマ 「ふるさとほっこり村」
作詞 - 山之内一 / 作曲・編曲 - 大森俊之 / 歌 - 水森かおり
エンディングテーマ「ぴょんぴょん ぷにょぷにょのうた」
作詞 - 心真堂 / 作曲・編曲 - MEG.ME / 歌 - すたーふらわー（小林星蘭・谷花音）

## 各話リスト
2017年 4月度
| 話数   | サブタイトル                 | 脚本                      | 絵コンテ       | 演出           | 作画           | 美術           | てんすけの ふるさとめぐり | 放送日        |
| ------ | ---------------------------- | ------------------------- | -------------- | -------------- | -------------- | -------------- | ------------------------- | ------------- |
| 第1回  | 石になった鮫浦太郎           | ノコゆかわ（文芸）        | ノコゆかわ     | ノコゆかわ     | ノコゆかわ     | 篠原倫子       | 岡山県                    | 2017年 4月2日 |
| 第1回  | 幸吉・空を飛ぶ               | 平柳益実                  | 樋口雅一       | 樋口雅一       | 樋口雅一       | 青木稔         | 岡山県                    | 2017年 4月2日 |
| 第2回  | 竹の子童子                   | ススキダトシオ（文芸）    | ススキダトシオ | ススキダトシオ | ススキダトシオ | 飯島由樹子     | 長崎県                    | 4月9日        |
| 第2回  | 壱岐の島の鬼凧               | 照沼まりえ                | ふくだるな     | ふくだるな     | ふくだるな     | ふくだるな     | 長崎県                    | 4月9日        |
| 第3回  | なまず神                     | 柏木郷子（文芸）          | 柏木郷子       | 柏木郷子       | 柏木郷子       | 安藤ひろみ     | 千葉県                    | 4月16日       |
| 第3回  | 伊能忠敬                     | 鈴木卓夫（文芸）          | 鈴木卓夫       | 鈴木卓夫       | 華房泰堂       | 市原勝義       | 千葉県                    | 4月16日       |
| 第4回  | かっぱ石                     | 矢澤範生（文芸）          | 矢澤範生       | 矢澤範生       | 若山佳治       | 天水勝         | 北海道                    | 4月23日       |
| 第4回  | 阿寒湖のマリモ               | すぎはらちゅん            | ヨコタユリコ   | ヨコタユリコ   | ヨコタユリコ   | ヨコタユリコ   | 北海道                    | 4月23日       |
| 第5回  | 狩人と鬼                     | 小林三男（文芸）          | 小林三男       | 小林三男       | 鈴木欽一郎     | 田中静恵       | 東京都                    | 4月30日       |
| 第5回  | 浅草・三社祭                 | 馬場絵麻                  | 森田浩光       | 森田浩光       | 森田浩光       | 門野真理子     | 東京都                    | 4月30日       |
| 第6回  | 安寿と厨子王                 | 照沼まりえ                | 鍋島啓亜       | 鍋島啓亜       | 鍋島啓亜       | 鍋島啓亜       | 大分県                    | 5月7日        |
| 第6回  | とんちの吉四六さん           | 並木さとし                | 小田和美       | 石川久一       | 小田和美       | 下道一範       | 大分県                    | 5月7日        |
| 第7回  | おりん婆ととっくり岩         | 成島由紀子                | 福冨博         | 福冨博         | 若山佳治       | 青木稔         | 茨城県                    | 5月14日       |
| 第7回  | マダラ鬼神と観音さま         | 平柳益実                  | 館信一郎       | 館信一郎       | 館信一郎       | 館恵           | 茨城県                    | 5月14日       |
| 第8回  | あこやの松                   | 古村静香（文芸）          | 古村静香       | 古村静香       | 古村静香       | 渡辺由美       | 熊本県                    | 5月21日       |
| 第8回  | 肥後のからしれんこん         | 成島由紀子                | 石山貴明       | 石山貴明       | 石山貴明       | 柴山恵理子     | 熊本県                    | 5月21日       |
| 第9回  | 相撲をとった力石             | 丹内司（文芸）            | 丹内司         | 丹内司         | 丹内司         | 安藤ひろみ     | 奈良県                    | 5月28日       |
| 第9回  | 奈良の大仏                   | すぎはらちゅん            | ススキダトシオ | ススキダトシオ | ススキダトシオ | 日野香諸里     | 奈良県                    | 5月28日       |
| 第10回 | 金のしゃくし                 | いとうのりひこ（文芸）    | いとうのりひこ | いとうのりひこ | いとうのりひこ | いとうのりひこ | 岩手県                    | 6月4日        |
| 第10回 | チャグチャグ馬コ             | 平柳益実                  | 小林三男       | 小林三男       | 鈴木欽一郎     | 天水勝         | 岩手県                    | 6月4日        |
| 第11回 | オオカミ長者                 | 久光正（文芸）            | 竹村菜月       | 竹村菜月       | 竹村菜月       | 瀬田暦         | 京都府                    | 6月11日       |
| 第11回 | 鍾馗さんと鬼瓦               | 照沼まりえ                | 中田彩郁       | 中田彩郁       | 中田彩郁       | 中田彩郁       | 京都府                    | 6月11日       |
| 第12回 | 道灌                         | 成島由紀子                | 小華和ためお   | 柏木郷子       | 柏木郷子       | 田中静恵       | 岐阜県                    | 6月18日       |
| 第12回 | 円空上人                     | 馬場絵麻                  | 湯川高光       | 湯川高光       | 湯川高光       | 湯川高光       | 岐阜県                    | 6月18日       |
| 第13回 | 幽霊にもらった力こぶ         | 清島ゆう子（文芸）        | 清島ゆう子     | 清島ゆう子     | 清島ゆう子     | 土居知子       | 愛知県                    | 6月25日       |
| 第13回 | 八丁先のうまい味噌           | 照沼まりえ                | 森田浩光       | 森田浩光       | 森田浩光       | 門野真理子     | 愛知県                    | 6月25日       |
| 第14回 | 麦わら大蛇                   | 白梅進                    | 白梅進         | 白梅進         | 白梅進         | ルル・ダミアン | 山形県                    | 7月2日        |
| 第14回 | なせばなる上杉鷹山           | 照沼まりえ                | 鈴木卓夫       | 鈴木卓夫       | 華房泰堂       | 市原勝義       | 山形県                    | 7月2日        |
| 第15回 | とうふ地蔵                   | 渡辺三千成（文芸）        | 渡辺三千成     | 渡辺三千成     | 渡辺三千成     | 渡辺三千成     | 香川県                    | 7月9日        |
| 第15回 | 平賀源内                     | 馬場絵麻 樋口雅一（文芸） | 樋口雅一       | 樋口雅一       | 樋口雅一       | 青木稔         | 香川県                    | 7月9日        |
| 第16回 | ほうこさん                   | 小原秀一（文芸）          | 小原秀一       | 小原秀一       | 小原秀一       | 小原秀一       | 大阪府                    | 7月16日       |
| 第16回 | 侘茶と千利休                 | 並木さとし                | ヨコタユリコ   | ヨコタユリコ   | ヨコタユリコ   | ヨコタユリコ   | 大阪府                    | 7月16日       |
| 第17回 | たぬき田                     | 矢澤範生（文芸）          | 矢澤範生       | 矢澤範生       | 矢澤範生       | 天水勝         | 和歌山県                  | 7月23日       |
| 第17回 | 文左衛門のみかん船           | 並木さとし                | 鈴木愛         | 鈴木愛         | 鈴木愛         | 鈴木愛         | 和歌山県                  | 7月23日       |
| 第18回 | おへんどさんとおふろ         | 小華和ためお（文芸）      | 小華和ためお   | 柏木郷子       | 柏木郷子       | 安藤ひろみ     | 兵庫県                    | 7月30日       |
| 第18回 | 姫路城のもののけ退治         | すぎはらちゅん            | ススキダトシオ | ススキダトシオ | ススキダトシオ | 飯島由樹子     | 兵庫県                    | 7月30日       |
| 第19回 | 鬼がくれた力                 | 並木さとし                | 小林三男       | 小林三男       | 鈴木欽一郎     | 田中静恵       | 新潟県                    | 8月6日        |
| 第19回 | おけいのおけさ節             | 照沼まりえ                | ノコゆかわ     | ノコゆかわ     | ノコゆかわ     | 篠原倫子       | 新潟県                    | 8月6日        |
| 第20回 | 久米仙人の話                 | 照沼まりえ                | 福冨博         | 福冨博         | 若山佳治       | 下道一範       | 長野県                    | 8月13日       |
| 第20回 | 月と仏とおらが蕎麦           | 並木さとし                | ふくだるな     | ふくだるな     | ふくだるな     | ふくだるな     | 長野県                    | 8月13日       |
| 第21回 | お仙が淵                     | 照沼まりえ                | 安田好孝       | 安田好孝       | 安田好孝       | 村上一二三     | 富山県                    | 8月20日       |
| 第21回 | 富山の薬売り                 | 成島由紀子                | 細谷秋夫       | 細谷秋夫       | 細谷秋夫       | 天水勝         | 富山県                    | 8月20日       |
| 第22回 | 大黒さまと伝三郎長者         | 平柳益実                  | 小田和美       | 石川久一       | 小田和美       | 青木稔         | 神奈川県                  | 8月27日       |
| 第22回 | たぬき和尚とけんちん汁       | 平柳益実                  | 鈴木卓夫       | 鈴木卓夫       | 鈴木卓夫       | 市原勝義       | 神奈川県                  | 8月27日       |
| 第23回 | ゆめつげ地蔵                 | 平柳益実                  | 館信一郎       | 館信一郎       | 館信一郎       | 館恵           | 埼玉県                    | 9月3日        |
| 第23回 | 岩槻の人形                   | 照沼まりえ                | 鍋島啓亜       | 鍋島啓亜       | 鍋島啓亜       | 鍋島啓亜       | 埼玉県                    | 9月3日        |
| 第24回 | 忍者伊助とオオサンショウウオ | すぎはらちゅん            | 森田浩光       | 森田浩光       | 森田浩光       | 門野真理子     | 佐賀県                    | 9月10日       |
| 第24回 | 柿の輝き有田焼               | 並木さとし                | 古村静香       | 古村静香       | 古村静香       | 渡辺由美       | 佐賀県                    | 9月10日       |
| 第25回 | 米出し地蔵                   | すぎはらちゅん            | 伊賀夕         | 伊賀夕         | 東根さくらんぼ | 高橋佐知       | 三重県                    | 9月17日       |
| 第25回 | 犬のお伊勢参り               | 成島由紀子                | 丹内司         | 丹内司         | 丹内司         | 安藤ひろみ     | 三重県                    | 9月17日       |
| 傑作選 | オオカミ長者（第11回）       | 久光正（文芸）            | 竹村菜月       | 竹村菜月       | 竹村菜月       | 瀬田暦         | 岡山県                    | 9月24日       |
| 傑作選 | 幸吉・空を飛ぶ（第1回）      | 平柳益実                  | 樋口雅一       | 樋口雅一       | 樋口雅一       | 青木稔         | 岡山県                    | 9月24日       |

2017年 10月度
| 話数   | サブタイトル           | 脚本                            | 絵コンテ       | 演出           | 作画           | 美術         | てんすけの ふるさとめぐり | 放送日        |
| ------ | ---------------------- | ------------------------------- | -------------- | -------------- | -------------- | ------------ | ------------------------- | ------------- |
| 第26回 | ゴマまんじゅう         | 石山貴明（文芸）                | 石山貴明       | 石山貴明       | 華房泰堂       | 柴山恵理子   | 愛媛県                    | 10月1日       |
| 第26回 | 道後温泉のはじまり     | 馬場絵麻                        | 石之博和       | 石之博和       | 石之博和       | 田中静恵     | 愛媛県                    | 10月1日       |
| 第27回 | どっこい真壁の平四郎   | すぎはらちゅん                  | ススキダトシオ | ススキダトシオ | ススキダトシオ | 高井弓       | 山梨県                    | 10月8日       |
| 第27回 | 富士山にたつ           | 成島由紀子                      | 矢澤範生       | 矢澤範生       | 矢澤範生       | 天水勝       | 山梨県                    | 10月8日       |
| 第28回 | びっきのよめさん       | 久光正（文芸）                  | 竹村菜月       | 竹村菜月       | 竹村菜月       | 永田明枝     | 滋賀県                    | 10月15日      |
| 第28回 | 近江商人               | 馬場絵麻                        | 湯川高光       | 湯川高光       | 湯川高光       | 湯川高光     | 滋賀県                    | 10月15日      |
| 第29回 | 宇佐の船ゆうれい       | 小林三男（文芸）                | 小林三男       | 小林三男       | 小林三男       | 小林三男     | 徳島県                    | 10月22日      |
| 第29回 | 阿波の狸合戦           | 照沼まりえ                      | 中田彩郁       | 中田彩郁       | 中田彩郁       | 中田彩郁     | 徳島県                    | 10月22日      |
| 第30回 | せとものまつりの雨     | 照沼まりえ                      | ススキダトシオ | ススキダトシオ | ススキダトシオ | 飯島由樹子   | 群馬県                    | 10月29日      |
| 第30回 | かかあ天下とお蚕さま   | 照沼まりえ                      | 柏木郷子       | 柏木郷子       | 柏木郷子       | 安藤ひろみ   | 群馬県                    | 10月29日      |
| 第31回 | 目ん玉のいれかえ       | 並木さとし                      | 鈴木愛         | 鈴木愛         | 鈴木愛         | 鈴木愛       | 福島県                    | 11月5日       |
| 第31回 | 白虎隊                 | 樋口雅一（文芸）                | 樋口雅一       | 樋口雅一       | 樋口雅一       | 青木稔       | 福島県                    | 11月5日       |
| 第32回 | 和尚さんと古狸         | 成島由紀子                      | 渡辺三千成     | 渡辺三千成     | 渡辺三千成     | 渡辺三千成   | 鳥取県                    | 11月12日      |
| 第32回 | おたねの池             | 鈴木卓夫（文芸）                | 鈴木卓夫       | 鈴木卓夫       | 華房泰堂       | 市原勝義     | 鳥取県                    | 11月12日      |
| 第33回 | トンビになりたかった男 | 馬場絵麻                        | ヨコタユリコ   | ヨコタユリコ   | ヨコタユリコ   | ヨコタユリコ | 鹿児島県                  | 11月19日      |
| 第33回 | 屋久島の山姫           | すぎはらちゅん                  | ふくだるな     | ふくだるな     | ふくだるな     | ふくだるな   | 鹿児島県                  | 11月19日      |
| 第34回 | びんぼうなりたや       | すぎはらちゅん                  | 鈴木欽一郎     | 鈴木欽一郎     | 鈴木欽一郎     | 天水勝       | 広島県                    | 11月26日      |
| 第34回 | うずみの幸             | 照沼まりえ                      | 松崎一         | 松崎一         | 松崎一         | 松崎一       | 広島県                    | 11月26日      |
| 第35回 | 大グマと弥次衛門       | 神尾香菜子                      | 小田和美       | 石川久一       | 小田和美       | 田中静恵     | 栃木県                    | 12月3日       |
| 第35回 | 日光東照宮と左甚五郎   | 成島由紀子 小原秀一（文芸）     | 小原秀一       | 小原秀一       | 小原秀一       | 小原秀一     | 栃木県                    | 12月3日       |
| 第36回 | キュウリにのった神さま | 馬場絵麻                        | ノコゆかわ     | ノコゆかわ     | ノコゆかわ     | 篠原倫子     | 石川県                    | 12月10日      |
| 第36回 | ソロバンで加賀百万石   | 成島由紀子                      | 鍋島啓亜       | 鍋島啓亜       | 鍋島啓亜       | 鍋島啓亜     | 石川県                    | 12月10日      |
| 第37回 | 屁ひり嫁               | 小華和ためお（文芸）            | 小華和ためお   | 柏木郷子       | 柏木郷子       | 安藤ひろみ   | 沖縄県                    | 12月17日      |
| 第37回 | 首里城の料理番         | すぎはらちゅん                  | モグゾ         | モグゾ         | モグゾ         | 村上一二三   | 沖縄県                    | 12月17日      |
| 第38回 | やまんばのもち         | 神尾香菜子                      | 古村静香       | 古村静香       | 古村静香       | 古村静香     | 秋田県                    | 12月24日      |
| 第38回 | なまはげ               | 馬場絵麻                        | 館信一郎       | 館信一郎       | 館信一郎       | 館恵         | 秋田県                    | 12月24日      |
| 第39回 | 隠形の男               | 照沼まりえ                      | 森田浩光       | 森田浩光       | 森田浩光       | 門野真理子   | 高知県                    | 12月28日      |
| 第39回 | 四万十川のカワウソ     | 照沼まりえ                      | 丹内司         | 丹内司         | 丹内司         | 靑木稔       | 高知県                    | 12月28日      |
| 第40回 | 米つぶ三つぶ黄金三つぶ | 成島由紀子                      | いとうのりひこ | いとうのりひこ | いとうのりひこ | 天水勝       | 静岡県                    | 2018年 1月7日 |
| 第40回 | 清水の次郎長           | 照沼まりえ                      | 湖川友謙       | 湖川友謙       | 湖川友謙       | 湖川友謙     | 静岡県                    | 2018年 1月7日 |
| 第41回 | わら束と武芸者         | 並木さとし                      | 安田好孝       | 安田好孝       | 安田好孝       | 村上一二三   | 福井県                    | 1月14日       |
| 第41回 | 鯖街道の背負い人       | 照沼まりえ                      | ススキダトシオ | ススキダトシオ | ススキダトシオ | 日野香諸里   | 福井県                    | 1月14日       |
| 第42回 | やまんば堂             | 神尾香菜子                      | 杉野昭夫       | 杉野昭夫       | 杉野昭夫       | 下道一範     | 福岡県                    | 1月21日       |
| 第42回 | 菅原道真と飛梅伝説     | 成島由紀子                      | 石山貴明       | 石山貴明       | 石山貴明       | 柴山恵理子   | 福岡県                    | 1月21日       |
| 第43回 | 紙ぶくろの風           | 並木さとし                      | 矢澤範生       | 矢澤範生       | 矢澤範生       | 安藤ひろみ   | 宮城県                    | 1月28日       |
| 第43回 | 七夕さんの贈りもの     | 照沼まりえ                      | 竹村菜月       | 竹村菜月       | 竹村菜月       | 永田明枝     | 宮城県                    | 1月28日       |
| 第44回 | 山伏ダヌキ             | 並木さとし                      | 市ノ川聡       | 漉田みのる     | 市ノ川聡       | 奥田一生     | 山口県                    | 2月4日        |
| 第44回 | 錦帯橋の人形石         | すぎはらちゅん                  | 亀山裕美       | 亀山裕美       | 亀山裕美       | 門野真理子   | 山口県                    | 2月4日        |
| 第45回 | 弥五郎どんと男たち     | 並木さとし                      | 湯川高光       | 湯川高光       | 湯川高光       | 湯川高光     | 青森県                    | 2月11日       |
| 第45回 | 津軽の虫おくり         | 照沼まりえ                      | ススキダトシオ | ススキダトシオ | ススキダトシオ | 飯島由樹子   | 青森県                    | 2月11日       |
| 第46回 | 石堂丸                 | 神尾香菜子                      | 小林三男       | 小林三男       | 鈴木欽一郎     | 田中静恵     | 島根県                    | 2月18日       |
| 第46回 | 松江城とコノシロ       | 馬場絵麻                        | 八戸陸         | 八戸陸         | 八戸陸         | 渡辺由美     | 島根県                    | 2月18日       |
| 第47回 | 絵からぬけでた子馬     | ふくだるな（文芸）              | ふくだるな     | ふくだるな     | ふくだるな     | ふくだるな   | 宮崎県                    | 3月4日        |
| 第47回 | 冷や汁婆ちゃん         | 並木さとし                      | 福冨博         | 福冨博         | 若山佳治       | 青木稔       | 宮崎県                    | 3月4日        |
| 第48回 | 地獄におちた坊さん     | 馬場絵麻                        | 鈴木卓夫       | 鈴木卓夫       | 華房泰堂       | 天水勝       | 茨城県                    | 3月11日       |
| 第48回 | 食いしん坊な水戸光圀   | 成島由紀子                      | 鈴木愛         | 鈴木愛         | 岡田誠司       | 門野真理子   | 茨城県                    | 3月11日       |
| 第49回 | 十六日桜               | 中田彩郁（文芸）                | 中田彩郁       | 中田彩郁       | 中田彩郁       | 中田彩郁     | 山梨県                    | 3月18日       |
| 第49回 | 猿橋                   | すぎはらちゅん 樋口雅一（文芸） | 樋口雅一       | 樋口雅一       | 樋口雅一       | 天水勝       | 山梨県                    | 3月18日       |
| 第50回 | 北のお山の権現さま     | 柏木郷子（文芸）                | 柏木郷子       | 柏木郷子       | 柏木郷子       | 安藤ひろみ   | 和歌山県                  | 3月25日       |
| 第50回 | 安珍と清姫             | すぎはらちゅん                  | 鍋島啓亜       | 鍋島啓亜       | 鍋島啓亜       | 鍋島啓亜     | 和歌山県                  | 3月25日       |

- 2018年2月25日は『平昌オリンピック フィギュアスケート エキシビジョン』（9:00 - 12:54）放送のため休止。

## 放送局
| 放送期間                                                      | 放送時間         | 放送局         | 対象地域       | 備考                      |
| ------------------------------------------------------------- | ---------------- | -------------- | -------------- | ------------------------- |
| 2017年4月2日 - 2018年3月25日                                  | 日曜 9:00 - 9:30 | テレビ東京     | 関東広域圏     | 製作局                    |
|                                                               |                  | テレビ北海道   | 北海道         |                           |
|                                                               |                  | テレビ愛知     | 愛知県         |                           |
|                                                               |                  | テレビ大阪     | 大阪府         |                           |
|                                                               |                  | テレビせとうち | 岡山県・香川県 |                           |
|                                                               |                  | TVQ九州放送    | 福岡県         |                           |
| 2017年4月8日 - 2018年3月24日                                  | 土曜 7:30 - 8:00 | BSジャパン     | 日本全域       | BS放送 / 第50話は未放送。 |
| テレビ東京系列は字幕放送・連動データ放送（5月28日まで）実施。 |                  |                |                |                           |